# Jazykový svaz
Jazykový svaz (německy Sprachbund) je skupina jazyků, které nejsou navzájem příbuzné (nemají společný původ jako jazyková rodina), ale dlouholetým soužitím a styky na určitém území se k sobě výrazně připodobnily. Příklady jazykových svazů jsou tzv. Balkánský jazykový svaz nebo Indický jazykový svaz. Někdy se mluví také o středoevropském jazykovém svazu, dunajském jazykovém svazu nebo středoevropském jazykovém areálu. Studiem jazykových svazů se zabývá areálová lingvistika.